# Charles François Dumouriez
Charles François Dumouriez, född den 25 januari 1739 i Cambrai, död den 14 mars 1823 i Turville park, nära Henley-on-Thames, var en fransk general och politiker. 
År 1756 inträdde Dumouriez i armén samt deltog därefter i sjuåriga kriget (1756–63) och i kriget på Korsika 1768–69 samt avancerade till överste. År 1770 skickades han av utrikesministern Choiseul i all hemlighet till Polen för att med sina råd och en liten fransk styrka - "riktigt utsökta äventyrare" enligt Dumouriez egen uppgift – bistå konfederationen i Bar mot ryssarna. 
Hertig Aiguillon, som i december 1770 övertog utrikesministerposten, kallade sin störtade rival Choiseuls förtroendeman tillbaka. Dumouriez hade emellertid fått tycke för det diplomatiska intrigspelet, och då han trots alla sina anbud, såg sina tjänster försmådda i utrikeskabinettet, sökte han på annat håll ett mål för sitt verksamhetsbegär. Dumouriez hade fått kännedom att Aiguillon och den engelske utrikesministern i hemlighet slutit ett avtal om att sända en fransk styrka under konvoj av engelska örlogsskepp till Sverige för att hjälpa Gustav III mot Ryssland och Preussen. Ryssland och Preussen hade på grund av 1772 års revolution antagit en hotande hållning. 
Utan Aiguillons vetskap lyckades Dumouriez, genom krigsministern, erhålla en befallning från Ludvig XV att i stället värva en kår i Hamburg. Kåren skulle sedermera föras över till Sverige på tyska fartyg. I maj 1773 lämnade han Paris. Den svenske ministern Creutz gjorde emellertid Aiguillon uppmärksam på Dumouriez oförklarliga resa mot Norden, och Aiguillon lät i augusti samma år genom sin hemliga polis gripa Dumouriez i Hamburg, där denne kvardröjt och inlåtit sig i en intrig för att störta utrikesministern. Till januari 1774 satt Dumouriez på Bastiljen och hölls därefter i tre månader innesluten på Caens slott. 

## Involvering i franska revolutionen
Åren 1776-77 vidtog han en undersökning rörande försvaret av Normandies kuster och framlade därefter en plan till en krigshamn vid Cherbourg och blev kommendant där. År 1788 blev han maréchal de camp (generalmajor) och med en ärelysten intrigmakares hela iver kastade han sig in i 1789 års revolution i Frankrike och svängde sedan från det ena partiet till det andra. Genom att sluta sig till girondisterna blev han i mars 1792 utrikesminister i deras ryktbara regering och var såsom sådan en av de lidelsefullaste förespråkarna för det krig som Frankrike 1792 förklarade de tyska makterna. 
Efter ministärens sprängning, 13 juni 1792, erbjöd han konungen sin hjälp mot girondisterna; men då Ludvig XVI inte ville gå in på hans villkor, utträdde han 17 juni ur regeringen och begav sig som divisionsgeneral till armén. I augusti 1792 blev han, efter La Fayette, général-en-chef och deltog bland annat i Argonne-fälttåget (kanonaden vid Valmy 20 september 1792) samt i segern över österrikarna vid Jemappes (6 november samma år), på vilken hela Belgiens erövring följde. "Nationen hade denne general att tacka för sin frihet och hela sin ära", skrev Dumouriez själv i en broschyr 1795.

## Nederlag och landsflykt
I början av 1793 gick Dumouriez med sin armé in i Holland, men var tvungen att dra sig tillbaka till Belgien och blev den 18 mars samma år besegrade under slaget vid Neerwinden. 
Misstrodd av konventet och utan stöd i något parti insåg han att detta nederlag skulle medföra hans fall. Han tänkte rädda sig genom att tåga mot Paris, störta jakobinerna och upprätta ett konstitutionellt konungadöme under Ludvig XVI:s son eller, såsom det vanligen (men mindre troligt) uppges, under Philippe Égalités son, hertigen av Chartres (sedermera konung Ludvig Filip), vilken då tjänstgjorde som hans adjutant. Dumouriez påbörjade förhandlingar med fienden och fängslade samt överlämnade åt denne krigsministern Beurnonville och fyra konventsmedlemmar, som kommit till honom i lägret vid Condé för att stämma honom inför konventets skrank. 
När han misslyckats att egga sin här till upproren kom han själv som flykting över till österrikiska högkvarteret i Ath den  4 april 1793. Dumouriez vistades därefter mestadels i England och kom aldrig tillbaka till Frankrike. Efter bourbonernas restauration (1815) försökte han förgäves erhålla fransk marskalksvärdighet. Dumouriez författade Mémoires du général Dumouriez (2 band, 1794), La vie du général Dumouriez (1794) och ett stort antal broschyrer.